# Албрехт (Адалберт) I фон Еверщайн
Албрехт (Адалберт, Алберт) I фон Еверщайн/Еберщайн (на немски: Albrecht (Albert, Adalbert) I von Everstein/Eberstein; * ок. 1105 в замък Еверщайн района на Холцминден; † сл. 1122) е първият известен граф от род Еверщайн в Долна Саксония.

## Произход
Потомък е на Конрад I фон Еверщайн (пр. 1120 – 1128) и Мехтхилд фон Итер. Той е брат на Конрад фон Еверщайн, граф на Донерсберг († ок. 1142), и на Ернст граф на Еверщайн († сл. 7 юли 1123).

## Фамилия
Албрехт (Адалберт) I фон Еверщайн се жени за Юта/Юдит фон Шваленберг (* 1108 в Шваленберг; † сл. 1162), дъщеря на граф Видекинд I фон Шваленберг († 1137), и съпругата му Лутруд/Лутрадис фон Итер († 1149). Те имат един син:
- Албрехт II фон Еверщайн († сл. 1158), граф на Еверщайн, баща на граф Албрехт III фон Еверщайн († сл. 1197), женен за принцеса Рикса Полска († 1185)

Вдовицата му Юта фон Шваленберг се омъжва след 1122 г. втори път за граф Лудвиг II фон Лора († 1164).